# Отпадение конечных согласных
Отпадение конечных согласных в праславянском языке — ряд фонетических изменений, заключающихся в исчезновении конечных согласных -t, -d, -s, -r. Является результатом действия закона открытого слога.

## Описание явления
С. Б. Бернштейн считал, что отпадение конечного -r является поздним явлением. М. Гринберг наоборот полагает, что отпадение конечного -r было первой частью данного процесса: пра-и.е. meh2tēr «мать» > праслав. *mātī > ст.‑слав. мати, прабалт. *mātē > лит. mótė «жена»

## Хронология

### Абсолютная хронология
По мнению М. Гринберга, отпадение конечных согласных датируется первыми веками нашей эры.